# Liste der Kulturdenkmäler in Blankenrath
In der Liste der Kulturdenkmäler in Blankenrath sind alle Kulturdenkmäler der rheinland-pfälzischen Ortsgemeinde Blankenrath aufgeführt. Grundlage ist die Denkmalliste des Landes Rheinland-Pfalz (Stand: 21. April 2023).

## Einzeldenkmäler
| Bezeichnung                          | Lage                    | Baujahr | Beschreibung | Bild                           |
| ------------------------------------ | ----------------------- | ------- | --- | ------------------------------ |
| Villa                                | Hesweilerstraße 1 Lage  | 1933    | Villa; expressionistischer Putzbau, 1933; Gesamtanlage mit Garten                                                                                             | Fotos hochladen                |
| Quereinhaus                          | Hesweilerstraße 12 Lage | 1876    | Fachwerk-Quereinhaus, bezeichnet 1876; Gesamtanlage mit Scheune                                                                                               | Fotos hochladen                |
| Quereinhaus                          | Hunsrückstraße 17 Lage  | 1785    | Fachwerk-Quereinhaus, verputzt, abgewalmtes Mansarddach, 1785; ortsbildprägend                                                                                | Fotos hochladen                |
| Dorfgemeinschaftshaus                | Schulstraße 3 Lage      | 1914    | ehemalige Schule; Mansarddachbau, Heimatstil, bezeichnet 1914                                                                                                 | Fotos hochladen                |
| Katholische Kirche Maria Himmelfahrt | Walhausener Straße Lage | 1761    | romanischer Turm, barocker Saal, 1761, neuromanischer Portalvorbau; außen Vesperbild, neugotischer Kruzifix, 19. Jahrhundert; Gesamtanlage mit altem Friedhof | weitere Bilder Fotos hochladen |

## Ehemalige Kulturdenkmäler
| Bezeichnung | Lage                   | Baujahr                  | Beschreibung                                                                            | Bild |
| ----------- | ---------------------- | ------------------------ | --------------------------------------------------------------------------------------- | ---- |
| Hofanlage   | Hunsrückstraße 22 Lage | 18. oder 19. Jahrhundert | Fachwerk-Streckhof, 18. oder 19. Jahrhundert; abgebrochen und aus Denkmalliste gelöscht | BW   |